# Rapporti Einsatzgruppen
I rapporti Einsatzgruppen (in inglese: Einsatzgruppen Operational Situation Reports; in tedesco: Die Ereignismeldung UdSSR), erano dispacci degli squadroni della morte nazisti, le famigerate Einsatzgruppen, che documentavano il progresso dell'Olocausto dietro la frontiera tedesco-sovietica nel corso dell'operazione Barbarossa, durante la seconda guerra mondiale. I rapporti esistenti furono inviati tra il giugno 1941 e l'aprile 1942 al capo della polizia di sicurezza e all'SD a Berlino, dai territori orientali occupati, e cioè dall'odierna Polonia, Bielorussia, Ucraina, Russia, Moldavia e dai paesi baltici. Durante i processi di Norimberga per crimini di guerra i rapporti originali furono raggruppati per anno e mese, e catalogati utilizzando un sistema di numerazione consecutivo. I fotostati originali sono conservati presso i National Archives di Washington.

## Contesto storico
Dopo l'inizio dell'Operazione Barbarossa, durante le prime 5 settimane delle loro azioni di tiro, le squadre Einsatzgruppen presero di mira principalmente gli ebrei maschi. La situazione cambiò il 29 luglio 1941, quando lo stesso Reinhard Heydrich, citato in una riunione delle SS a Vileyka, criticò i leader stessi per le basse cifre di esecuzione. Fu quindi ordinato che le donne e i bambini ebrei fossero inclusi in tutte le successive operazioni di fucilazione. Le prime donne e bambini furono uccisi insieme agli uomini il 30 luglio 1941 a Vileyka.
Gli Einsatzgruppen non furono l'unica formazione incaricata di eseguire le uccisioni di massa. Altre formazioni includevano i battaglioni di polizia dell'Ordine dalla Germania (Orpo) che partecipavano allo stesso modo all'omicidio di massa di ebrei polacchi e sovietici indipendentemente dalla loro età e sesso, anche nei territori della Polonia precedentemente occupata dai sovietici, negli Stati baltici e nell'URSS propriamente detta. Un numero significativo di donne e bambini fu assassinato dietro tutte le linee del fronte non solo dai tedeschi ma anche dalle forze ausiliarie ucraine e lituane locali. La più grande fucilazione di massa di ebrei sovietici ebbe luogo il 29 settembre 1941, nel burrone di Babi Yar, vicino a Kiev, dove furono mitragliati 33.771 ebrei di tutte le età (Rapporto sulla situazione n. 101).

## I cablogrammi tedeschi
Dopo la seconda guerra mondiale, i rapporti furono raggruppati e numerati dagli Alleati per riassumerne il contenuto. I cablogrammi tedeschi effettivi sono stati inviati nella loro sequenza diversa anche dall'Einsatzgruppe A (EG-A) collegate al Gruppo d'armate Nord, Einsatzgruppe B (EG-B) collegate al Gruppo d'armate Centro, Einsatzgruppe C (EG-C) collegate al Gruppo d'armate Sud e Einsatzgruppe D (EG–D) annessi all'11ª armata.
Nelle OSR, i singoli Ereignismeldungen UdSSR (rapporti del mattino) abbr. EM, da EG–A appaiono in 103 luoghi diversi. I rapporti di EG-B appaiono in 64 OCR (come predisposto dagli Alleati). I rapporti EG-C sono elencati in 77 diversi OCR e i rapporti da EG-D (con la minima rappresentazione alla fonte) sono presenti in 63 OCR. Occasionalmente, tra le singole segnalazioni compaiono grandi lacune, causate dalla mancanza di tempo o da altre complicazioni, comprese le linee telefoniche interrotte in Oriente. In particolare, nel rapporto sulla situazione operativa numero 19, l'Einsatzgruppe C è stato cambiato in Einsatzgruppe B e viceversa, confondendo così gli ulteriori rapporti sulle loro azioni.
Gli OSR sono lungi dall'essere uguali. Alcuni di essi, come OSR 156, includono cablogrammi tradotti da diverse città e settimane di azioni di tiro non ancora concluse con decine di migliaia di vittime menzionate; mentre altri rapporti sulla situazione operativa, come OSR 67, assomigliano a lunghi saggi che descrivono semplici indagini su attività partigiane nelle campagne rurali che hanno portato a dozzine di esecuzioni. In particolare, i rapporti non includono tutti gli omicidi prima della fine del 1942.
La seguente selezione di cablogrammi è disponibile in traduzione inglese. Il set completo dei cablogrammi è disponibile in tedesco.

### Elenco
Operational Situation Report (OSR) con date: [Esecuzioni]
- OSR 8 [A: Jul 2, 1941; Kaunas]
- OSR 10 [B,C: Jul 2, 1941; Lvov][15]
- OSR 12 [A: Jul 4, 1941; Riga]
- OSR 13 [C,B: Jul 5, 1941]
- OSR 14 [A,B,C: Jul 6, 1941]
- OSR 17 [C: Jul 7, 1941]
- OSR 19 [A,C,D: Jul 11, 1941]
- OSR 21 [B: Jul 13, 1941]
- OSR 24 [A,B,C: Jul 16, 1941]
- OSR 25 [D: Jul 17, 1941]
- OSR 26 [A,B: Jul 18, 1941]
- OSR 27 [B,C: Jul 19, 1941]
- OSR 34 [B: Jul 26, 1941]
- OSR 38 [C: Jul 30, 1941; Vileyka][16]
- OSR 45 [D: Aug 7, 1941]
- OSR 61 [D: Aug 23, 1941]
- OSR 63 [C,D: Aug 25, 1941]
- OSR 64 [D: Aug 1941]
- OSR 66 [Aug, 28 1941]
- OSR 67 [A,B,D: Aug 29, 1941]
- OSR 73 [B: Sep 4, 1941]
- OSR 78 [?: Sep 9, 1941; Genbezirke]
- OSR 80 [C: Sep 9, 1941]
- OSR 81 [C: Sep 12, 1941]
- OSR 86 [A,C: Sep 17, 1941]
- OSR 88 [A,C,D: Sep 19, 1941]
- OSR 91 [Sep 27, 1941]
- OSR 94 [A,C: Sep 27, 1941; Ostland]
- OSR 97 [C: Sep 27, 1941; Kiev]
- OSR 101 [C,D: Oct 2, 1941; Kiev][17]
- OSR 103 [D: Oc 4, 1941]
- OSR 106 [C: Oct 7, 1941][18]
- OSR 108 [B: Oct 9, 1941]
- OSR 112 [C: Oct 13, 1941]
- OSR 113 [D: Oct 15, 1941]
- OSR 116 [A: Oct 17, 1941]
- OSR 117 [D: Oct 18, 1941]
- OSR 119 [C: Oct 20, 1941]
- OSR 120 [?: Oct 21, 1941; Serbia]
- OSR 126 [?: Oct 27, 1941; Lvov, G.G.]
- OSR 128 [C: Nov 2, 1941]
- OSR 129 [D: Nov 5, 1941]
- OSR 131 [A: Nov 10, 1941]
- OSR 132 [C: Oct 27, 1941]
- OSR 133 [B: Nov 14, 1941]
- OSR 135 [C: Nov 19, 1941]
- OSR 136 [A,D: Nov 21, 1941]
- OSR 140 [A: Dec 1, 1941; Minsk]
- OSR 143 [C: Dec 8, 1941; Kiev]
- OSR 148 [B: Dec 19, 1941; Smolensk]
- OSR 149 [B: Dec 22, 1941]
- OSR 150 [A,D: Jan 2, 1942; Leningrad]
- OSR 151 [?: Jan 5, 1942; Riga]
- OSR 153 [D:  Jan 9, 1942]
- OSR 156 [A,C,D: Jan 16, 1942]
- OSR 157 [D: Jan 19, 1942; Crimea]
- OSR 164 [A,C: Feb 4, 1942]
- OSR 173 [C: Feb 25, 1942]
- OSR 175 [A: Mar 2, 1942]
- OSR 176 [A: Mar 4, 1942]
- OSR 177 [C: Mar 6, 1942]
- OSR 178 [A,D: Mar 9, 1942]
- OSR 179 [B: Mar 11, 1942]
- OSR 183 [A: Mar 20, 1942]
- OSR 184 [A,D: Mar 23, 1942]
- OSR 186 [A: Mar 20, 1942]
- OSR 191 [A: Apr 10, 1942]
- OSR 193 [D: Apr 17, 1942]
- OSR 195 [A: Apr 24, 1942][19]